# 溫泉關戰役 (1941年)
溫泉關戰役發生在第二次世界大戰中的1941年，當時德軍已在進攻希臘中通過了奧林匹斯及塞維婭山口，大英國協軍隊開始在歷史上著名的溫泉關佈防。
伯納德·弗賴伯格被授與防守海岸平原的責任，而艾雲·G·麥基則負責防守斯卡姆洛斯山谷，在新西蘭軍方面，第5旅防守海岸公路、拉米亞南面山腳及斯佩依海儂河，第4旅在它的右邊，而第6旅則作為預備隊，在澳大利亞軍方面，第19旅由第2營第4連及第8連組成，將守衛斯卡姆洛斯，4月19日，第2營第1連及第5連在喬治·瓦西指揮下，加上當日和翌日早上，第2營第11連趕來增援，弗賴伯格及麥基已經向部下下達不准後退的命令，他們不知道更高層正討論有關撤退的問題，戰役後麥基這樣說：
|  | 我想我們只能堅守最多兩個星期及將會被數量超過我們幾倍的敵人擊潰 |

當撤退命令在4月23日早上下達下來時，高層決定溫泉關內兩面每一邊均由一個旅防守，它們分別是澳大利亞第19旅及新西蘭第6旅要盡力長時間堅守，為其他部隊爭取多一些時間撤退，第19旅指揮官瓦西少將這樣說:
|  | 我們在這裡流血好，我們在這裡留下流血吧 |

他屬下的士兵理解為“我們這個旅在可能的情況下在現在的位置堅守”，德軍在4月24日發起進攻，遭到頑強抵抗、損失了15輛坦克及做成大量傷亡，盟軍在此地堅守了一整天，當阻擊行動完成後，他們向海灘方向撤退及在底比斯建立新的防線。